# Julia Ling
Julia Ling, pseudonimo di Xiao Wei Lin (cinese 林小微, pinyin Lín Xiǎowēi) (14 febbraio 1983), è un'attrice statunitense di origini cinesi.
È conosciuta principalmente per le sue apparizioni televisive come guest star in serie televisive come E.R. - Medici in prima linea, Studio 60 on the Sunset Strip e più recentemente Chuck.

## Biografia
Julia Ling è nata nella California del Sud da una famiglia di origini cinesi. All'età di sei anni vince il Best Storyteller Award dalla Chinese World News della narrativa. Le sue opere sono state descritte sulla prima pagina del Pasadena Star-News e anche in riviste e festival. All'età di nove anni ottenne un altro premio, questa volta per la danza, e la sua "umbrella dance" fu mandata in onda sulla televisione nazionale.
Al liceo era stata eletta per tre volte di fila "Most Likely to Succeed" (che veniva assegnato a chi aveva più probabilità di fare successo) ed era presidente del corpo studentesco e di altri club. Nel 1997 il deputato David Dreier le diede un riconoscimento per il suo servizio alla comunità presso l'ospedale locale. A 16 anni, è stata selezionata come finalista del suo stato per Miss America e dopo nove anni di piano ha conseguito il diploma alla Associated Board of the Royal Schools of Music.
Ha frequentato la UCLA dove si è laureata in ingegneria chimica biomedica. All'università è stata Tesoriere della Società di Ingegneria Chimica, Vice Presidente della Società di Ingegneria e membro onorario della Società degli Ingegneri donna.

### Carriera
La carriera di Julia Ling inizia nel 2003, anno della sua prima apparizione televisiva nella popolare serie televisiva Buffy l'ammazzavampiri. Nella sua carriera ha recitato in più di venti film indipendenti, ma è nota soprattutto per il suo lavoro in televisione. Tra le sue apparizioni più importanti bisogna ricordare quelle in 8 semplici regole, Dr. House - Medical Division, Indovina chi e The O.C..
Tra il 2006 e il 2007 ha recitato nel ruolo ricorrente di Kim Tao nella serie televisiva della NBC Studio 60 on the Sunset Strip ed anche nella serie televisiva E.R. - Medici in prima linea nel ruolo di Mae Lee Park.
Nel 2007 ottiene il ruolo di Anna Wu nella serie televisiva Chuck. Questo è sicuramente il ruolo per cui è maggiormente conosciuta dal grande pubblico. Anna Wu è stata uno dei personaggi principali solo nelle prime due stagioni della serie, ma appare anche come guest star nel corso della terza.
Nel 2008 è apparsa nel videogioco Command & Conquer: Red Alert 3 e l'anno successivo nella sua espansione Command & Conquer Red Alert 3: Uprising.

## Filmografia

### Cinema
- We All Fall Down, regia di Jake Kennedy - cortometraggio (2005)

- Indovina chi (Guess Who), regia di Kevin Rodney Sullivan (2005)
- Ride or Die, regia di Chris W. Hill (2005)
- Memorie di una geisha (Memoirs of a Geisha), regia di Rob Marshall (2005) - non accreditata
- Undoing, regia di Chris Chan Lee (2006)
- Angus Petfarkin Paints His Masterpiece, regia di Bob Kent (2009)
- High School, regia di John Stalberg Jr. (2010)
- Cinder, regia di Jason Jury - cortometraggio (2010)
- Dynamite Swine, regia di Mark Poisella (2010)
- Love Sick Diaries, regia di Mike Ahuja (2010)
- Halloween Knight, regia di Chase B. Kenney e Dan Martin - cortometraggio (2011)
- Tell Me How I Die, regia di D. J. Viola (2016)
- Bonds of Brotherhood, regia di Adrian Carr - cortometraggio (2017)
- Chuck's Apartment, regia di Gregg Vance - cortometraggio (2018)
- Tango Down, regia di Roger Christiansen - cortometraggio (2019)
- Drive Time, regia di Andrew Korotun - cortometraggio (2020)
- Blue Call, regia di Brian Farmer (2021)

### Televisione
- Buffy l'ammazzavampiri (Buffy the Vampire Slayer) – serie TV, episodio 7x22 (2003)
- Educating Lewis, regia di Ted Wass – film TV (2004)
- Dr. House - Medical Division (House, M.D.) – serie TV, episodio 2x18 (2006)
- The O.C. – serie TV, episodio 4x11 (2007)
- Studio 60 on the Sunset Strip – serie TV, 6 episodi (2006-2007)
- E.R. - Medici in prima linea (ER) – serie TV, 5 episodi (2006-2007)
- Grey's Anatomy – serie TV, episodio 4x08 (2007)
- Chuck Versus the Webisodes – miniserie TV, episodi 1x02-1x03 (2008)
- Chuck: Meet the Nerd Herders – serie TV, 5 episodi (2008)
- Buy More – serie TV, 2 episodi (2008)
- The Deep End – serie TV, episodio 1x03 (2010)
- Chuck – serie TV, 31 episodi (2007-2010)
- I Hate My Teenage Daughter – serie TV, episodio 1x01 (2011)
- Tactical Girl – serie TV, 10 episodi (2016-2018)
- Emergency: LA – serie TV, 13 episodi (2022)

## Doppiatrici italiane
Nelle versioni in italiano delle opere in cui ha recitato, Julia Ling è stata doppiata da:
- Emanuela Damasio in The O.C.
- Letizia Ciampa in Grey's Anatomy
- Valeria Vidali in Chuck